# Ambiaxius alcocki
Ambiaxius alcocki is een tienpotigensoort uit de familie van de Axiidae. De wetenschappelijke naam van de soort is voor het eerst geldig gepubliceerd in 1900 door McArdle.